# 伊戈爾·沃利
伊戈爾·沃利（1980年9月20日—）是一位克羅地亞手球運動員。他自2003年開始就是克羅地亞國家男子手球隊的一員。他是2009年的年度世界手球運動員。他參加了3次奧運會。